# Confederação Beneditina

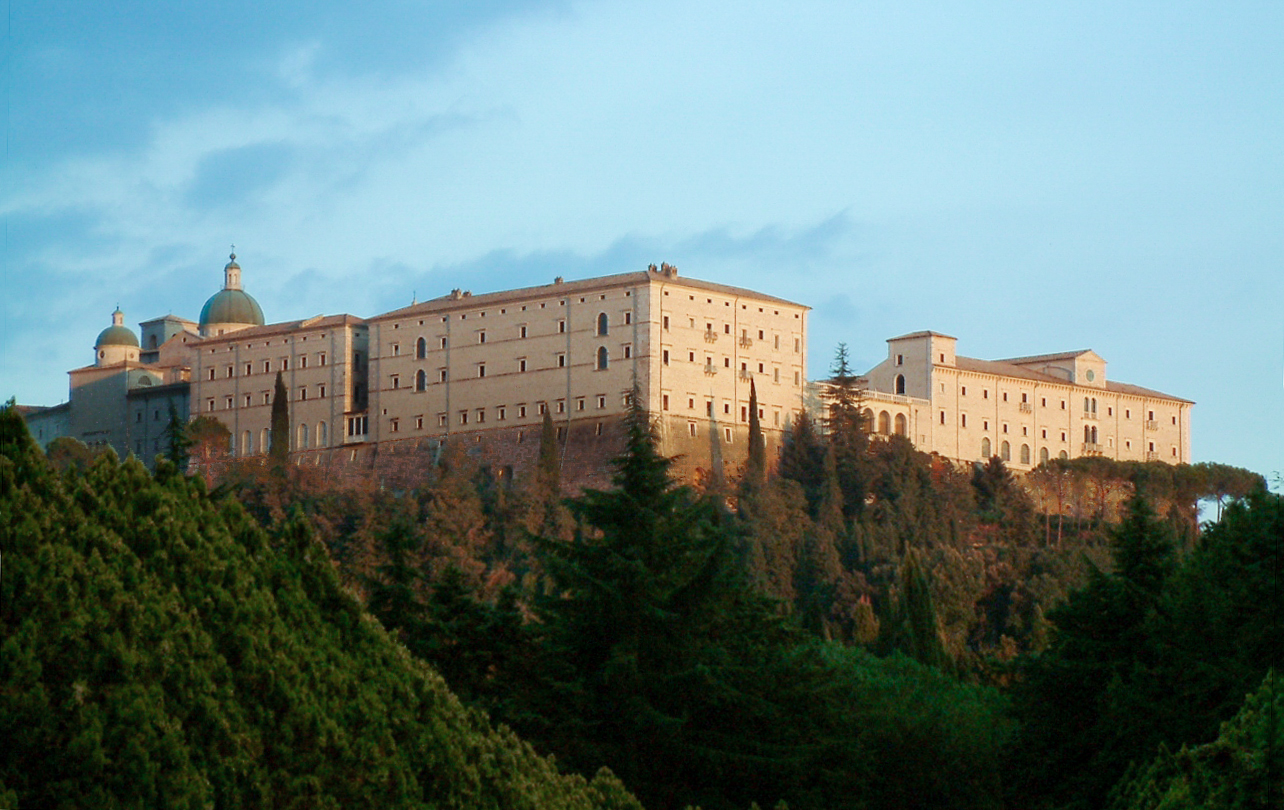
Abadia de Monte Cassino, onde São Bento de Núrsia escreveu sua Regra de São Bento. Da Congregação Cassianese Subiaco.

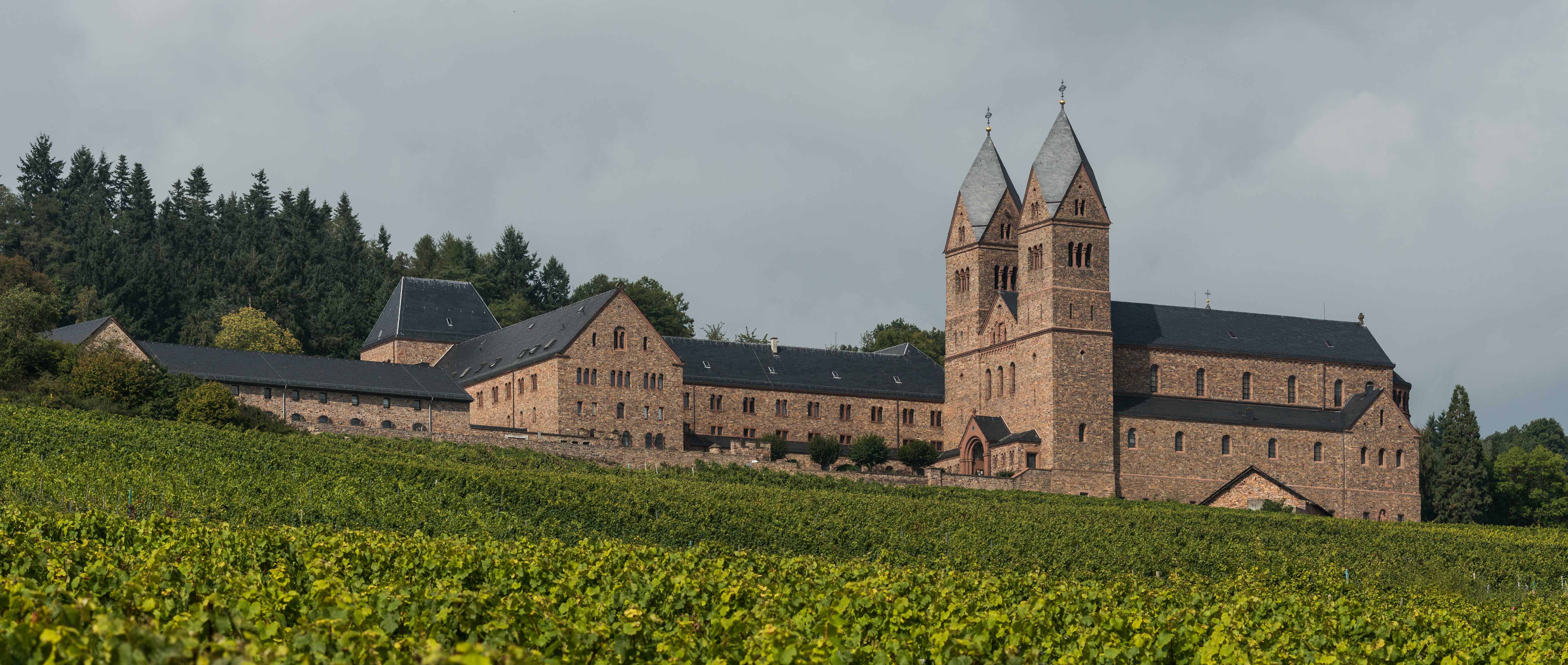
Abadia de Santa Hildegarda, da Congregação Beuronesa.

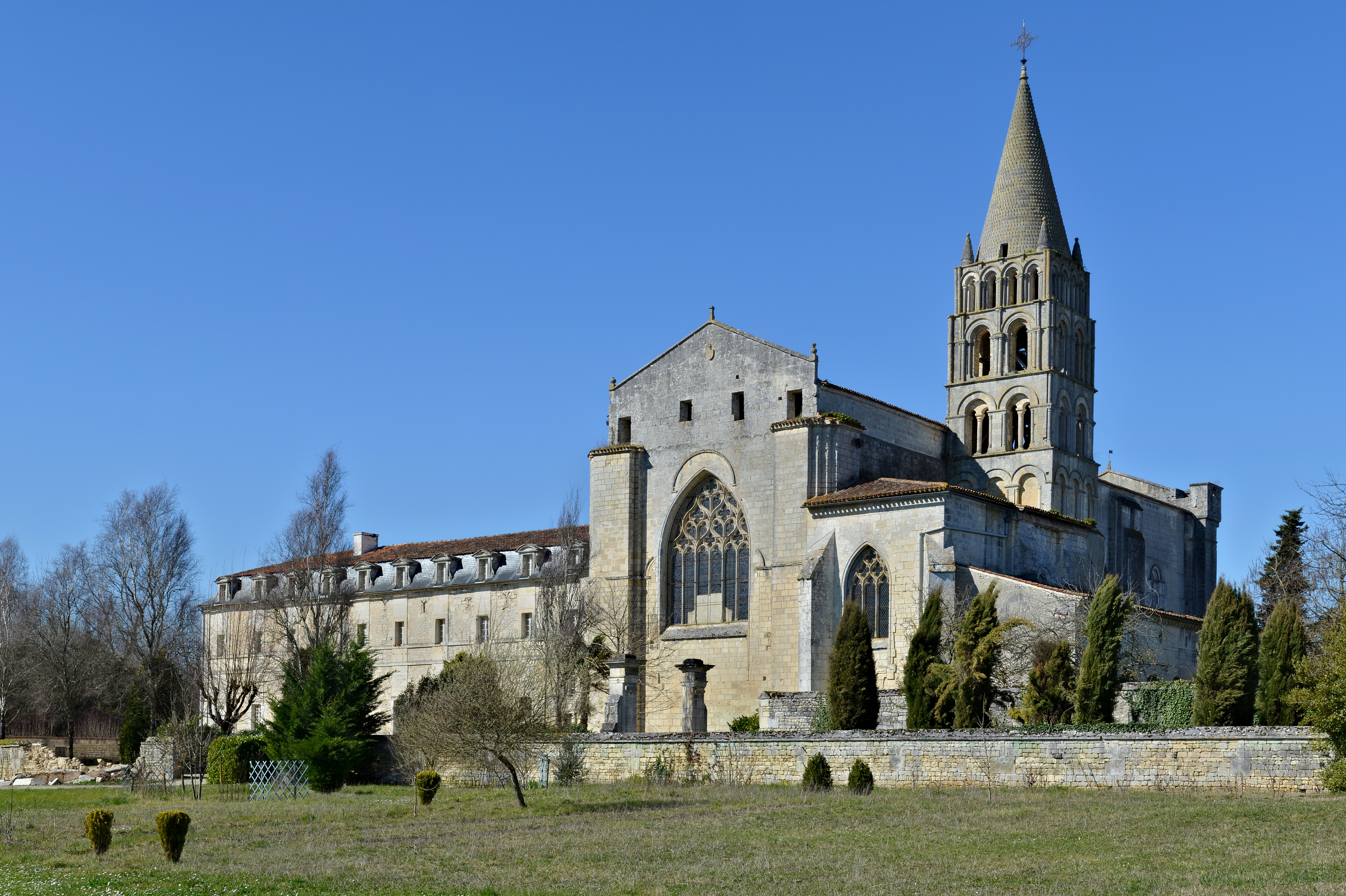
Abadia de Bassac.

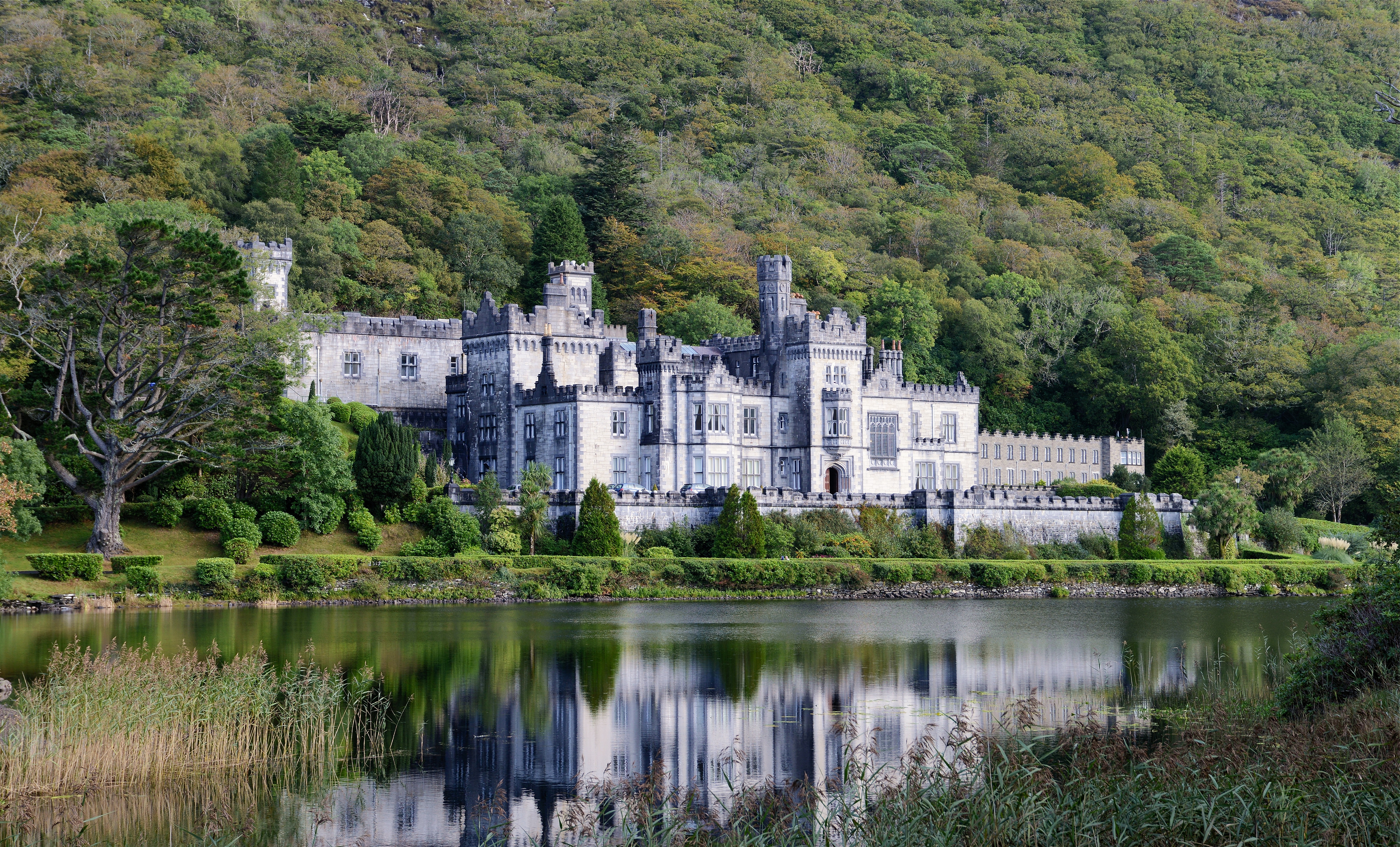
Abadia de Kylemore, Irlanda.

Confederação Beneditina de Mosteiros da Ordem de São Bento (em latim: Confœderatio Benedictina Ordinis Sancti Benedicti), chamada geralmente de Confederação Beneditina,  é o órgão internacional que governa a Ordem de São Bento.

## Origem
A confederação é uma união de ordens monásticas que, apesar disto, mantiveram sua autonomia interna, como estabelecido pelo papa Leão XIII em "Summum semper" (12 de julho de 1893), aprovada posteriormente por seus sucessores. O Papa Pio XII ordenou explicitamente que esta união fosse regulada por uma "lex propria", que depois foi revisada pelo Concílio Vaticano II.

## Organização
A maior parte das casas beneditinas estão minimamente afiliadas entre si em 20 congregações nacionais ou supra-nacionais, cada uma delas com seu próprio abade presidente. Estes presidentes se reúnem anualmente no chamado "Sínodo de Presidentes. Além disso, há um encontro a cada quatro anos do "Congresso de Abades", para o qual estão convidados todos os abades e priores conventuais, tanto dos mosteiros membros das congregações como também de casas não afiliadas a nenhuma congregação em particular (apesar de beneditina). O Congresso elege o abade-primaz, que serve por um mandato de quatro anos como o representante da Confederação e seu líder administrativo, embora sem nenhuma jurisdição sobre cada uma das congregações individuais.
A sede da Confederação Beneditina é a igreja de Sant'Anselmo, em Roma, que é a sede do abade-primaz e abriga o Congresso de Abades. Sant'Anselmo é também a sede do Pontifício Ateneu.
Comunidades de freiras e irmãs religiosas beneditinas estão afiliadas em 61 congregações e federações ao redor do mundo e associadas à Confederação, mas que não gozam de estatuto pleno como membros. Em novembro de 2001, depois de um processo de consulta envolvendo todos os mosteiros de beneditinas, decidiu-se utilizar o nome "Communio Internationalis Benedictinarum" (CIB) para designar todas as comunidades de beneditinas reconhecidas pelo abade-primaz e listado no "Catalogus Monasteriorum O.S.B".

## História
A primeira tentativa de agrupar os mosteiros beneditinos em congregações nacionais foi durante o Quarto Concílio de Latrão (1215). Apenas a Congregação Beneditina Inglesa sobreviveu desta primeira tentativa de centralização e, considerando a realidade histórica, mesmo esta é uma refundação do século XVII que recebeu "continuidade jurídica" com a congregação medieval da bula papal "Plantata", de 1633. A primazia de honra é dada à Congregação Cassinesa Subiaco, que inclui a Abadia de Monte Cassino, onde São Bento escreveu sua Regra e está enterrado (apesar de a Abadia de Fleury também reivindique a posse dos restos do fundador). Fundada em 1872, esta congregação tem origem na Congregação da Abadia de Santa Giustina, fundada em Pádua em 1408 por Dom Ludovico Barbo.
Os beneditinos sofreram muito durante a atmosfera anti-clerical fomentada na época das Guerras Napoleônicas e as congregações modernas foram quase todas fundadas no século XIX, quando o monasticismo reviveu. A maioria é pouco mais do que agrupamentos nacionais, embora a Congregação Subiaco (originalmente a Congregação Cassinesa da Primitiva Observância) tenha sido, desde o princípio, a primeira congregação de fato internacional por causa de seu interesse em missões no estrangeiro.
Desde a época da Reforma, existem comunidades beneditinas independentes de tradição protestante (especialmente anglicanas) que mantém relações oficiais amistosas com a Confederação Beneditina, embora não haja nenhuma ligação formal com ela ou suas congregações afiliadas.
Por toda a Confederação e suas subdivisões, a independência e autonomia das comunidades são muito valorizadas. Tanto que, para o papa Pio XI, a confederação, de poderes majoritariamente nominais, seria "uma ordem sem ordem". A unidade básica sempre foi a abadia individual e não a congregação, o que explica por que algumas casas (como Monte Cassino ou São Paulo Extramuros) tem histórias contínuas de mais de mil anos, enquanto que a congregação à qual pertencem são muito mais recentes.
Este balanço entre autonomia e afiliação é uma das características únicas da Congregação Beneditina e traz consigo pontos fortes e fracas. Uma consequência imediata é que geralmente há diversidades demais na observância da Regra entre as diversas casas de uma mesma congregação: na liturgia, nas horas, no envolvimento pastoral e no hábito.

## Congregações de monges beneditinos
A presente Confederação Beneditina consiste nas congregações listadas abaixo na ordem em que aparecem no "Catalogus Monasteriorum OSB" (as datas entre parênteses são as datas de fundação — a primazia de honra é dada à Congregação Cassinesa, mesmo a Congregação Inglesa sendo a mais antiga, pois Monte Cassino era a abadia do próprio São Bento. As congregações camaldulenses, olivetanas e silvestrinas só se juntaram à Confederação em meados do século XX:
- Congregação Cassinense Sublacense (1872)
- Congregação Inglesa (1336)
- Congregação Húngara (1336)
- Congregação Suíça (1602)
- Congregação Austríaca (1625)
- Congregação Bávara (1684)
- Congregação Brasileira (1827)
- Congregação Solesmes (1837)
- Congregação Americano-Cassinense (1855)
- Congregação Beuronense (1873)
- Congregação Suíço-Americana (1881)
- Congregação Otiliana (1884)
- Congregação da Anunciação (1920)
- Congregação Eslava (1945)
- Congregação Olivetana (1319)
- Congregação Valombrosana (1036)
- Congregação Camaldulense (980)
- Congregação Silvestrina (1231)
- Congregação Cono-Sur (1976)

## Lista de abades-primazes da Confederação Beneditina
- 1893–1913: Hildebrand de Hemptinne
- 1913–1947: Fidelis von Stotzingen
- 1947–1959: Bernhard Kaelin
- 1959–1967: Benno Walter Gut
- 1967–1977: Rembert Weakland
- 1977–1992: Victor Dammertz
- 1992–1995: Jerome Theisen
- 1996–2000: Marcel Rooney
- 2000–2015: Notker Wolf
- 2015–2024: Gregory Polan
- Desde 2024: Jeremias Schröder